# Dramatisk sopran
En dramatisk sopran er en type operatisk sopran med en kraftfuld, rig og følelsesladet stemme, der kan synge over, eller skære gennem, et fuldt orkester. Dramatiske stemmer har typisk relativt tykke stemmebånd, hvilket ofte (men ikke altid) giver mindre adræthed i stemmen end lettere stemmer, men muliggør en vedholdende, fuldere lyd. Typisk har denne stemme en lavere tessitura end andre sopraner, og en mørkere klangfarve. Indenfor opera anvendes de ofte til heroiske, lidende, tragiske kvinder. Dramatiske sopraner har et stemmeleje fra omkring lav A (A3) til "det høje C" (C6). Nogle dramatiske sopraner, kendt som Wagneriske sopraner, har en exceptionelt store stemmer, som kan hæve sig over et stort orkester på mere end 80 eller 100 instrumenter.